# Углеводороды

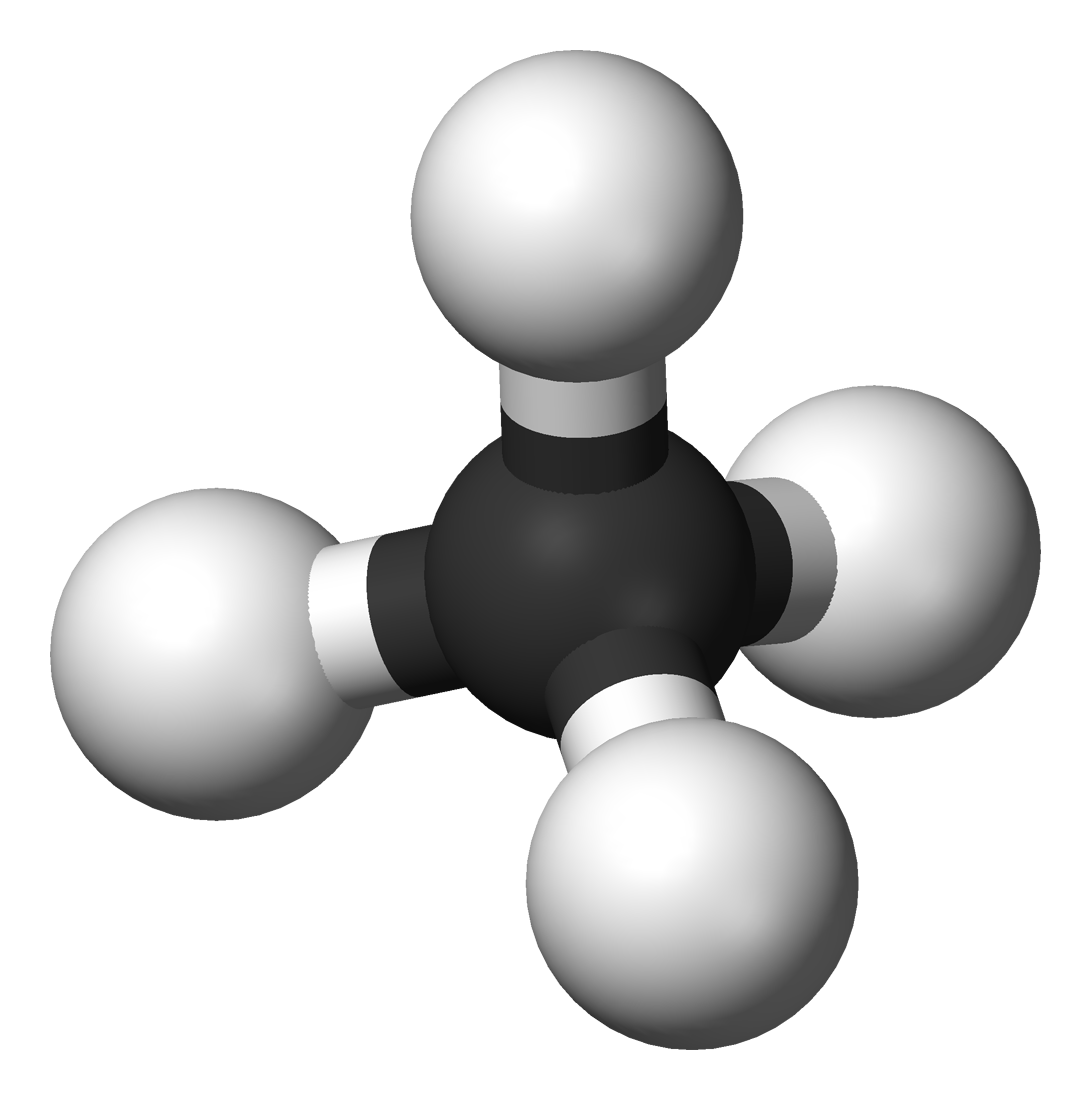
Метан CH_{4}, простейший углеводород

Углеводоро́ды — органические соединения, молекулы которых включают только атомы углерода и водорода.
Поскольку углерод (C) в возбуждённом состоянии имеет четыре валентных электрона, а водород (H) — один, в соответствии с правилом октета молекула простейшего насыщенного углеводорода — CH4 (метан). При систематизации углеводородов принимают во внимание строение углеродного скелета и тип связей, соединяющих атомы углерода. В зависимости от строения углеродного скелета, углеводороды подразделяют на ациклические и карбоциклические. В зависимости от кратности углерод—углеродных связей, углеводороды подразделяют на предельные (алканы) и непредельные (алкены, алкины, диены). Циклические углеводороды разделяют на: алициклические и ароматические.
В природе углеводороды встречаются в нефти, природном и сланцевом газе, каменном угле. Являются важнейшими продуктами переработки этих полезных ископаемых. Применяются в качестве топлива и сырья в основном органическом синтезе для получения многих химических продуктов.
Классификацию углеводородов можно представить следующим образом:
| Ациклические (с открытой цепью) | Ациклические (с открытой цепью) | Ациклические (с открытой цепью) | Ациклические (с открытой цепью) | Карбоциклические (с замкнутой цепью) | Карбоциклические (с замкнутой цепью)                |
| предельные                      | непредельные                    | непредельные                    | непредельные                    | предельные                           | непредельные                                        |
| ------------------------------- | ------------------------------- | ------------------------------- | ------------------------------- | ------------------------------------ | --------------------------------------------------- |
| с одинарной связью              | с двойной связью                | с тройной связью                | с двумя двойными связями        | с одинарной связью                   | с бензольным кольцом                                |
| ряд метана (алканы)             | ряд этилена (алкены)            | ряд ацетилена (алкины)          | ряд диеновых углеводородов      | ряд циклоалканов (нафтенов)          | ряд бензола (ароматические углеводороды, или арены) |

Углеводороды, как правило, не смешиваются с водой, поскольку атомы углерода и водорода имеют близкую электроотрицательность, поэтому связи в углеводородах малополярны. Для предельных углеводородов характерны химические реакции замещения, а для непредельных — присоединения.

## Сравнительная таблица углеводородов
| Характеристика      | Алканы | Алкены | Алкины | Алкадиены | Циклоалканы                                                                               | Арены |
| ------------------- | --- | --- | --- | --- | ----------------------------------------------------------------------------------------- | --- |
| Общая формула       | CnH2n+2 | CnH2n | CnH2n-2 | CnH2n-2 | CnH2n                                                                                     | CnH2n-6 |
| Строение            | sp3-гибридизация — 4 электронных облака направлены в вершины тетраэдра под углами 109°28'. Тип углеродной связи — σ-связи                                          | sp2-гибридизация, валентный угол 120°.Тип углеродной связи — π-связи. lc–c — 0,134 нм. | sp-гибридизация, молекула плоская (180°), тройная связь, lc–c — 0,120 нм.                                                                | lc–c — 0,132 нм — 0,148 нм, 2 или более π-связей. У каждого атома три гибридные sp2-орбитали.                                                                                                   | sp3-гибридизация, валентный угол зависит от размера цикла, lc–c — 0,154 нм.               | Строение молекулы бензола (6 р-электронов, n = 1), Валентный угол 120° lc–c — 0,140 нм, молекула плоская (6 π \| σ)                                                                                     |
| Изомерия            | Изомерия углеродного скелета, возможна оптическая изомерия | Изомерия углеродного скелета, положения двойной связи, межклассовая и пространственная | Изомерия углеродного скелета, положения тройной связи, межклассовая                                                                      | Изомерия углеродного скелета, положения двойной связи, межклассовая и цис-/транс-изомерия | Изомерия углеродного скелета, положения двойной связи, межклассовая и цис-/транс-изомерия | Изомерия боковых цепей, а также их взаимного положения в бензольном ядре |
| Химические свойства | Реакции радикального замещения (галогенирование, нитрование), окисления, горения, дегидрирования                                                                   | Реакции присоединения (гидрирование, галогенирование, гидрогалогенирование, гидратация), горения | Реакции присоединения (гидрирование, галогенирование, гидрогалогенирование, гидратация), горения                                         | Реакции присоединения (гидрирование, галогенирование, гидрогалогенирование, гидратация), горения                                                                                                | Для колец из 3 и 4 атомов углерода — раскрытие кольца                                     | Реакции электрофильного замещения |
| Физические свойства | С CH4 до C4H10 — газы; с C5H12 до C15H32 — жидкости; после C16H34 — твёрдые тела.                                                                                  | С C2H4 до C4H8 — газы; с C5H10 до C17H34 — жидкости, после C18H36 — твёрдые тела. | Алкины по своим физическим свойствам напоминают соответствующие алкены                                                                   | Бутадиен — газ (t кип −4,5 °C), изопрен — жидкость, кипящая при 36 °C, диметилбутадиен — жидкость, кипящая при 70 °C. Изопрен и другие диеновые углеводороды способны полимеризоваться в каучук | С C3H6 до C4H8 — газы; с C5H10 до C16H32 — жидкости; после C17H34 — твёрдые тела.         | Все ароматические соединения — твёрдые или жидкие вещества. Отличаются от алифатических и алициклических аналогов высокими показателями преломления и поглощения в близкой УФ и видимой области спектра |
| Получение           | Восстановление галогенпроизводных алканов, восстановление спиртов, восстановление карбонильных соединений, гидрирование непредельных углеводородов, Реакция Вюрца. | Каталитический и высокотемпературный крекинг углеводородов нефти и природного газа, реакции дегидратации соответствующих спиртов, дегидрогалогенирование и дегалогенирование соответствующих галогенпроизводных | Основным промышленным способом получения ацетилена является электро- или термокрекинг метана. Пиролиз природного газа и карбидный метод. | Постадийное дегидрирование алканов, дегидрирование спиртов. | Гидрирование ароматических углеводородов, дегалогенирование                               | Дегидрирование циклогексана, тримеризация ацетилена, выделение из нефти |